# Austriackie tańce ludowe

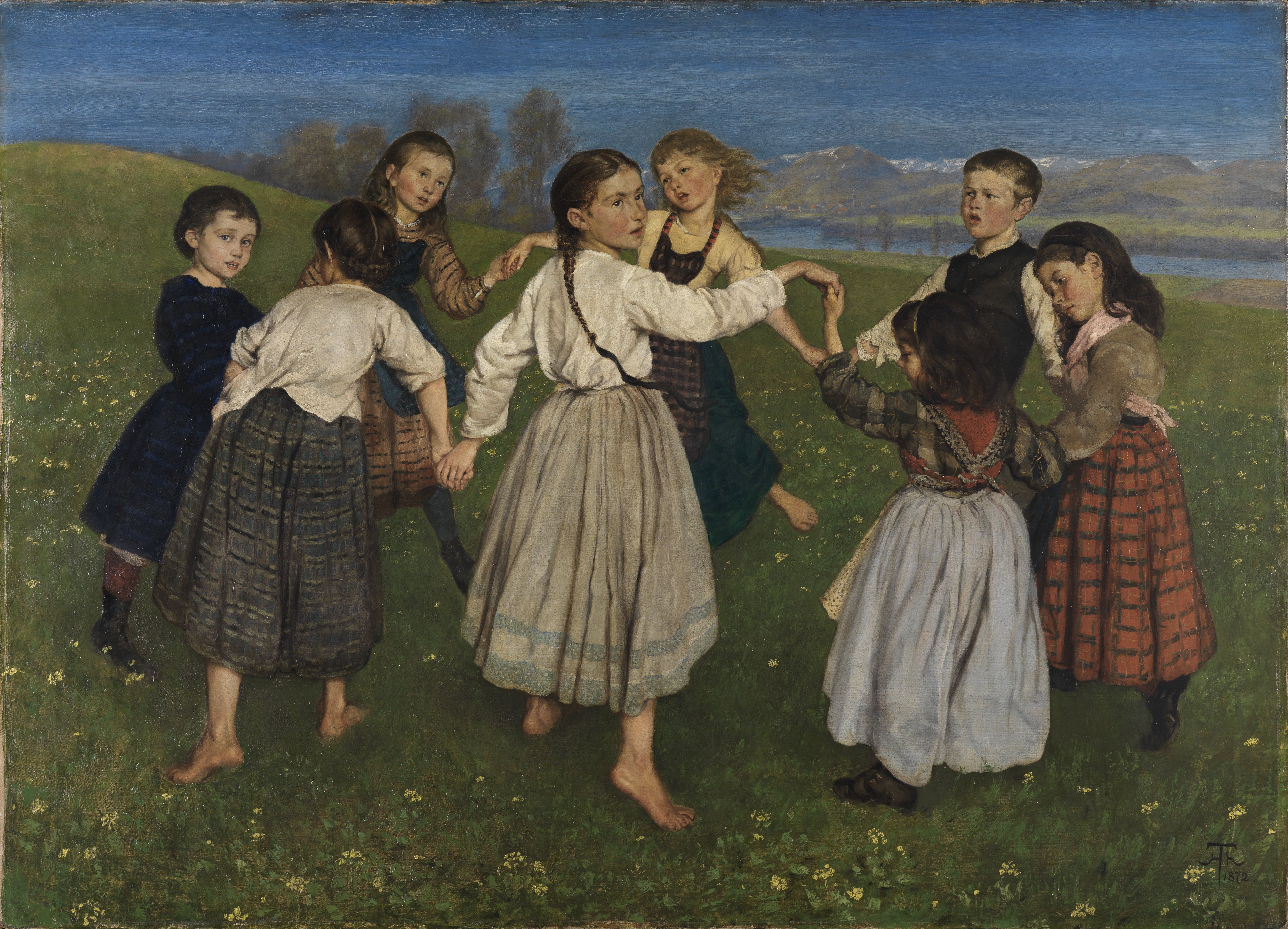
Hans Thoma: Der Kinderreigen

Austriackie tańce ludowe - Kategoria zbiorcza, do której należy wiele austriackich tańców ludowych, różniących się określoną obrzędowością, kostiumami, liczbą tancerzy oraz ustaloną dla każdego z tańców choreografią. Pojęcie odnoszone jest najczęściej do takich tańców, jak Schuhplattler, Ländler, polka i walce, oraz, w mniejszym stopniu: Zwiefacher, czy Kontratänze.

## Lista austriackich tańców ludowych
- Boarischer
- Eiswalzer
- Hiatamadl
- Jägermarsch
- Krebspolka
- Kreuzpolka
- Kuckuckspolka
- Landler
- Lunzer Boarischer
- Mazurka
- Poschater Zwoaschritt
- Rediwa
- Rheinländer
- Schuhplattler
- Siebenschritt
- Studentenpolka
- Walc
- Zwiefacher

## Typy tańców
Wyróżnia się dwa główne typy austriackich tańców ludowych: figurowe i obrotowe. Pierwsze wymagają opanowania dużej ilości figur, które są wykonywane jedynie przy określonej muzyce. Stąd, przykładowo Eiswalzer tańczy się jedynie przy akompaniamencie jednej, określonej melodii, przy wykorzystaniu określonego zbioru kroków. 
W przypadku drugich, opanowanie kilku kroków, głównie związanych z obrotami, pozwala na taniec przy różnych melodiach, które mogą być grane na bardzo różne sposoby. Przykładem takiego tańca jest walc. Należy jednak pamiętać, że ludowa odmiana walca różni się znacznie od standardu tańca towarzyskiego. 

## Tańce mniejszości narodowych
Sprachinseltänze (dosł. tańce języków wyspowych) to pojęcie odnoszone do tańców mniejszości narodowych, zamieszkałych poza Austrią, głównie w Siedmiogrodzie. Taniec jest elementem ich unikalnej kultury, więzi z macierzą, ma więc duże znaczenie kulturowe. Przykładem takiego tańca jest Rediwa. 

## Popularne błędy
- Popularny taniec Ländler, spopularyzowany przez film The Sound of Music, nie jest oryginalnym tańcem ludowym, lecz jedynie wariacją jego twórców na temat tańca ludowego,
- Chicken Dance (dosł. Taniec Kurczaków) jest uważany za taniec austriacki, ale nim nie jest,
- Popularna piosenka Edelweiss nie jest austriacką piosenką, za którą jest uważana.

## Instrumenty
Typowym instrumentem jest harmonia styryjska, a także skrzypce, harfa, flet i blaszane instrumenty dęte, rzadziej kontrabas i gitara. Bębnów, perkusji używa się jedynie do gry nowoczesnych odmian tańców. 

## Festiwale
Program festiwalu obejmuje: taniec otwierający, który tańczą w miarę możliwości wszyscy zebrani, następnie po nim dopiero wygłaszaną oficjalną mowę otwierająca festiwal, w dalszej kolejności kolejne tańce i zazwyczaj - specjalny taniec zamykający. W Wiedniu festiwale obejmują 4 bloki tańców, z długimi przerwami pomiędzy nimi. W innych częściach kraju bloki są krótsze, obejmują 3-5 tańców, za to jest tych bloków więcej, a przerwy między nimi są krótsze. 
Wiele tańców wykonuje się już jedynie na specjalnych imprezach pokazowych. Festiwale wiedeńskie wykorzystują między innymi scenerię pałacową, w tym słynnego Belwederu. 

## Kostium
Z niektórymi austriackimi tańcami ludowymi kojarzony jest specyficzny typ kostiumu ludowego. Przykładowo, męski kostium może wyglądać tak: czarny kapelusz, siwa lniana kurtka, czarne spodnie i białe pończochy. Ubiór ludowy różni się jednak w zależności od regionu. 